# Divines
Pour les articles homonymes, voir Divine et Divin (homonymie).
Pour plus de détails, voir Fiche technique et Distribution.
Divines est un film franco-qatari réalisé par Houda Benyamina et sorti en 2016.
Il est présenté à la Quinzaine des réalisateurs au festival de Cannes 2016 et récompensé par la Caméra d'or.

## Synopsis
En banlieue parisienne, la jeune Dounia a soif de pouvoir et de réussite. Soutenue par sa meilleure amie Maimouna, elle abandonne le lycée professionnel et propose ses services à Rebecca, une dealeuse respectée dont elle gagne progressivement l'estime. Sa rencontre imprévue avec Djigui, danseur troublant de sensualité, va l'ébranler, mais il est difficile de sortir de l'emprise de Rebecca.

## Fiche technique
Sauf indication contraire, les informations mentionnées dans cette section peuvent être confirmées par les bases de données cinématographiques  présentes dans la section « Liens externes ».
- Titre français : Divines
- Réalisation : Houda Benyamina
- Scénario : Houda Benyamina, Romain Compingt, Malik Rumeau
  - Adaptation et dialogues : Romain Compingt et Houda Benyamina
- Musique : Demusmaker
- Photographie : Julien Poupard
- Décors : Marion Burger
- Montage : Vincent Tricon et Loïc Lallemand
- Mixage son : Samuel Aichoun
- Production : Marc-Benoît Créancier (Easy Tiger)
- Société de distribution : Diaphana
- Budget : 2.44M€[3]
- Pays de production :  France  Qatar[1]
- Genre : drame
- Durée : 108 minutes
- Dates de sortie :
  - France : 19 mai 2016 (Festival de Cannes - Quinzaine des réalisateurs) ; 31 août 2016 (sortie nationale)
  - Suisse romande : 31 août 2016
- Classification : 
  - France : film interdit aux moins de 12 ans lors de sa sortie en salles

## Distribution
Sauf indication contraire, les informations mentionnées dans cette section peuvent être confirmées par les bases de données cinématographiques  présentes dans la section « Liens externes ».
- Oulaya Amamra : Dounia
- Déborah Lukumuena : Maimouna
- Jisca Kalvanda : Rebecca
- Kevin Mischel : Djigui
- Yasin Houicha : Samir
- Madjouline Idrissi : Myriam
- Mounir Margoum : Cassandra
- Farid Larbi : Reda

## Production

### Genèse
Candidat à la sélection annuelle 2013 du Groupe Ouest où il a été développé en partie, le scénario de Divines (initialement Bâtarde) a obtenu le prix Next Century au Festival international du film de Dubaï. 
Le titre prévu initialement pour le film était « Bâtarde », mais la réalisatrice explique : « Avec mon producteur, on avait choisi « Bâtarde » par défaut, mais on n’était pas franchement convaincus. J’avais envie d’un titre plus lumineux, plus ouvert. Et comme je voulais aussi que la féminité soit associée dans mon film à la divinité, le deuxième titre s’est imposé. Le sacré, le divin tiennent vraiment une grande place dans cette œuvre et il fallait que ça ressorte. »

### Thématiques
La genèse de Divines n'est pas simple : « Les gens y voyaient un énième film de banlieue alors que ça ne les dérange pas qu'il y ait un énième film parisien. Ils n'y voyaient pas l'histoire d'amitié et d'amour » jusqu'à l'intérêt porté par France 2. Houda Benyamina casse volontiers les codes en mêlant dans le film musique sacrée de Bach et Haendel et rap. Le religieux est présent de manière inattendue avec Maïmouna fille d'imam qui dit converser avec Dieu, Dounia qui deale mais aussi prie dans une église : « C'était très important pour moi. Le thème principal du film, c'est le combat que l'on mène tous contre soi-même, la lutte entre ce que l'on veut dans la vie et ce qui nous dépasse. Au-delà de tout le reste, il faut faire le djihad contre son âme, et c'est le combat le plus difficile à mener. Même si je suis de confession musulmane, je me sens très proche d'un chrétien et des préceptes de Jésus... La spiritualité selon moi dépasse toutes les religions. À travers la scène de l'église, j'avais envie de casser les frontières et de revenir à l'essence même de tous les messages religieux. » De plus, les femmes sont mises en lumière dans leur quête du pouvoir, si besoin est, par la violence, alors que la sensibilité, la grâce et l'art sont laissés au danseur qui charme Dounia. L’actrice Déborah Lukumuena affirme : « Je pense qu'Houda a une vraie volonté de casser les codes, parfois encore trop archaïques. Elle veut casser l'image de la femme objet de l'homme. Comme elle le dit si bien, la grâce et la tendresse ne sont pas la propriété de la femme, et la violence et la liberté sexuelle ne sont pas l'apanage de l'homme. Par conséquent, il y a eu une inversion de ces codes. Elle a beaucoup joué avec et c'est vrai que c'est totalement contemporain ces jeunes femmes qui assument pleinement leur sexualité. »

### Financement
Le projet a obtenu l'aide à la réalisation du Centre national du cinéma et de l'image animée (CNC) en 2014 et est devenu lauréat de la Fondation Gan cette même année. 
Le film est produit par Marc-Benoît Créancier avec sa société Easy Tiger créé peu avant sa sortie de la Fémis en 2010. Il rencontre Houda Benyamina après avoir visionné son court métrage Ma poubelle géante produit par son association. Après avoir produit le film de 45 minutes Sur la route du paradis, Marc-Benoît Créancier réunit le budget de Divines : « Pour produire Divines, il a fallu ouvrir beaucoup de portes en les défonçant. Et, finalement, ceux qui nous ont accompagnés sont les seuls à avoir dit oui. Mais c'est leur confiance qui compte, et qui a fait la différence. Celle de Diaphana, notre distributeur en France, celle de la Région Ile-de-France. Et celle de Valérie Boyer à France 2 ». Il compare Divines à d'autres premiers films remarqués à Cannes les années précédentes comme Les Combattants et Mustang. Ses droits de diffusion sont acquis par Canal + et Netflix.

### Casting
D'après la réalisatrice et son co-scénariste, « Divines est l'éducation sentimentale de Dounia, partagée entre l'appât du gain et ses émotions. C'est une tragédie qui ose le rire, un hymne à l'amour et à l'amitié, une réflexion sur l'universalité du politique et du sacré dans notre société. ». Les premiers rôles sont tenus principalement par des femmes, mais Houda Benyamina relativise : « Ce n'est pas exceptionnel. Des femmes fortes, il y en a partout. Mais le cinéma ne nous représente pas comme ça. Moi, j'ai fait un western inversé au niveau des personnages. » L'actrice principale Oulaya Amamra est la sœur de la réalisatrice. 

### Tournage
Concernant le choix principal de Montreuil, la réalisatrice explique : « J’ai visité pratiquement toutes les cités d’Ile-de-France pour le film. Parmi celles-ci, la cité de la Noue me semblait vraiment convenir parce qu’elle contient pas mal de soupiraux et j’avais besoin de ce mouvement de haut en bas pour mon film. Et puis, avec ses murs très abîmés, laissés à l’abandon, comme un vieux pain rongé, elle disait beaucoup de choses sur l’état de notre société (...) Les camps de Roms disent beaucoup de choses sur la paupérisation de notre société. Avant, le pire qui pouvait t’arriver, c’était de vivre dans une cité. Maintenant, il y a encore plus pauvre : les bidonvilles. Et croire qu’il n’y a que des Roms qui vivraient dans ces endroits est totalement faux : il y a des Français, des Maghrébins, des migrants d’un peu partout. C’est ce monde-là que je veux aussi donner à voir, ce monde des exclus, des laissés pour compte. » Le tournage s'est déroulé de juin à août 2015, en Île-de-France.
Le film est également tourné à Bagnolet et dans les studios de Bry-sur-Marne.

### Musique
La bande originale est composée par Demusmaker. Le montage utilise par ailleurs plusieurs musiques préexistantes : Antonio Vivaldi (extrait du Ps. 126 Nisi Dominus, pour voix de ténor et ensemble instrumental), Georg Friedrich Haendel (extrait du Ps. 109 Dixit Dominus), Wolfgang Amadeus Mozart (Lacrimosa, pour chœur et orchestre, extrait de la prose Dies iræ du Requiem).

## Accueil

### Accueil critique

#### Critiques positives
Le film reçoit un accueil globalement excellent au Festival de Cannes 2016,. Il est présent en définitive dans le palmarès du Festival, couronné de la Caméra d'or.
Le Parisien est élogieux : « Flamboyant, très drôle et très sombre à la fois, Divines force l'admiration tant ce premier film est inventif, profond et maîtrisé, rappelant par moments le meilleur de cinéastes comme Martin Scorsese ou Brian De Palma. Du même tonneau que « Scarface », cette tragédie moderne est le film d'une femme qui en a sous le capot et qui accorde de l'importance à la spiritualité, le titre faisant référence non pas à la religion mais à la divinité tout intérieure de ses héroïnes (...) Les jeunes Oulaya Amamra, Déborah Lukumuena et Jisca Kalvanda sont stupéfiantes d'énergie et de naturel. ».
LCI (« "Divines" est inclassable, en marge, libre. Donc unique »), Sud Ouest (« Vibrant ») et Première (« Ça méritait bien une Caméra d'or à Cannes ») sont très positifs. Danielle Attali pour Le Journal du dimanche est plutôt favorable : « un premier long métrage plutôt réussi, rempli de battements de cœur, d’émotions, d’énergie. Tant pis pour les quelques longueurs. »

#### Critiques partagées et négatives
La rédaction de Télérama, qui met le film sur la couverture de son édition papier, est partagée. Pour Cécile Mury, « à mesure qu'il plonge dans la noirceur du polar, qu'il referme le piège sur ses héroïnes, Divines perd un peu de son originalité. Il reste, malgré tout, l'une des révélations de l'année, notamment grâce au talent inouï de ses jeunes interprètes. Dans le rôle de Dounia, une inconnue, Oulaya Amamra, crève l'écran : une grande actrice vient de naître », alors que Pierre Murat n'adhère pas : « Divines est aussi sympa, aussi généreux qu'elle. Mais très lent, en fait, dans son emportement artificiel.  Répétitif... Le scénario copie (pas très bien) Bande de filles de Céline Sciamma. Et la mise en scène reste approximative, si on est gentil, ou invisible, si on est lucide. On peut, donc, aller voir Divines pour des tas de raisons : sociales, politiques, prophétiques, féministes... Mais sûrement pas cinématographiques ».
En revanche, Thomas Sotinel (Le Monde) y voit « un film contradictoire, qui part, très vite, très loin, dans des directions parfaitement incompatibles. » et Guillaume Loisin de L'Obs est encore plus critique : « un objet désespérément artificiel, opportuniste, comme la bande-annonce géante d’un film qui ne viendra jamais. Et qui désamorce en une séquence ce qu’elle installe dans la précédente. »

### Box-office
- Box-office France : 321 931 entrées

## Distinctions
Sauf indication contraire, les informations mentionnées dans cette section peuvent être confirmées par les bases de données cinématographiques  présentes dans la section « Liens externes ».

### Récompenses
- Festival de Cannes 2016 : 
  - Caméra d'or pour Houda Benyamina
  - Mention spéciale du Prix SACD pour Houda Benyamina
- Prix Lumières 2017 : 
  - Prix Heike Hurst du meilleur premier film
  - Prix Lumières du meilleur espoir féminin pour Oulaya Amamra et Déborah Lukumuena
- Journées cinématographiques de Carthage 2016[18] : 
  - Prix d'interprétation dans un rôle féminin pour Oulaya Amamra et Déborah Lukumuena
  - Prix spécial FIPRESCI pour le meilleur long métrage
- César 2017 :
  - Meilleur premier film
  - Meilleur espoir féminin pour Oulaya Amamra
  - Meilleure actrice dans un second rôle pour Déborah Lukumuena

### Nominations
- César 2017 : 
  - Meilleur film
  - Meilleur réalisateur pour Houda Benyamina
  - Meilleur scénario original pour Romain Compingt, Houda Benyamina et Malik Rumeau
  - Meilleur montage pour Loïc Lallemand et Vincent Tricon
- Golden Globes 2017 : meilleur film en langue étrangère
- Globe de cristal 2017 : meilleur film